# T-Centralen
T-Centralen är den största och mest trafikerade stationen inom Stockholms tunnelbana. Den ligger i stadsdelen Norrmalm i Stockholms innerstad, i direkt anslutning till Stockholms centralstation och pendeltågsstationen Stockholm City. T-Centralen är även namnet på ändhållplatsen för Spårväg City.
Den första tiden bar stationen namnet Centralen, men redan den 27 januari 1958 kompletterades namnet med ett "T" (för Tunnelbana) för att undvika sammanblandning med centralstationen. 
T-Centralen är den enda av Stockholms tunnelbanestationer där alla tunnelbanelinjer möts. En vanlig dag har stationen 168 400 påstigande resenärer på tågen. Antal resenärer som antingen stiger på, stiger av eller byter (den normala definitionen av antal resenärer på en station, flygplats med mera) är mer än 300 000. De kan genom ett system av gångtunnlar ta sig till och från bland annat Stockholms central och Cityterminalen för att byta färdmedel.

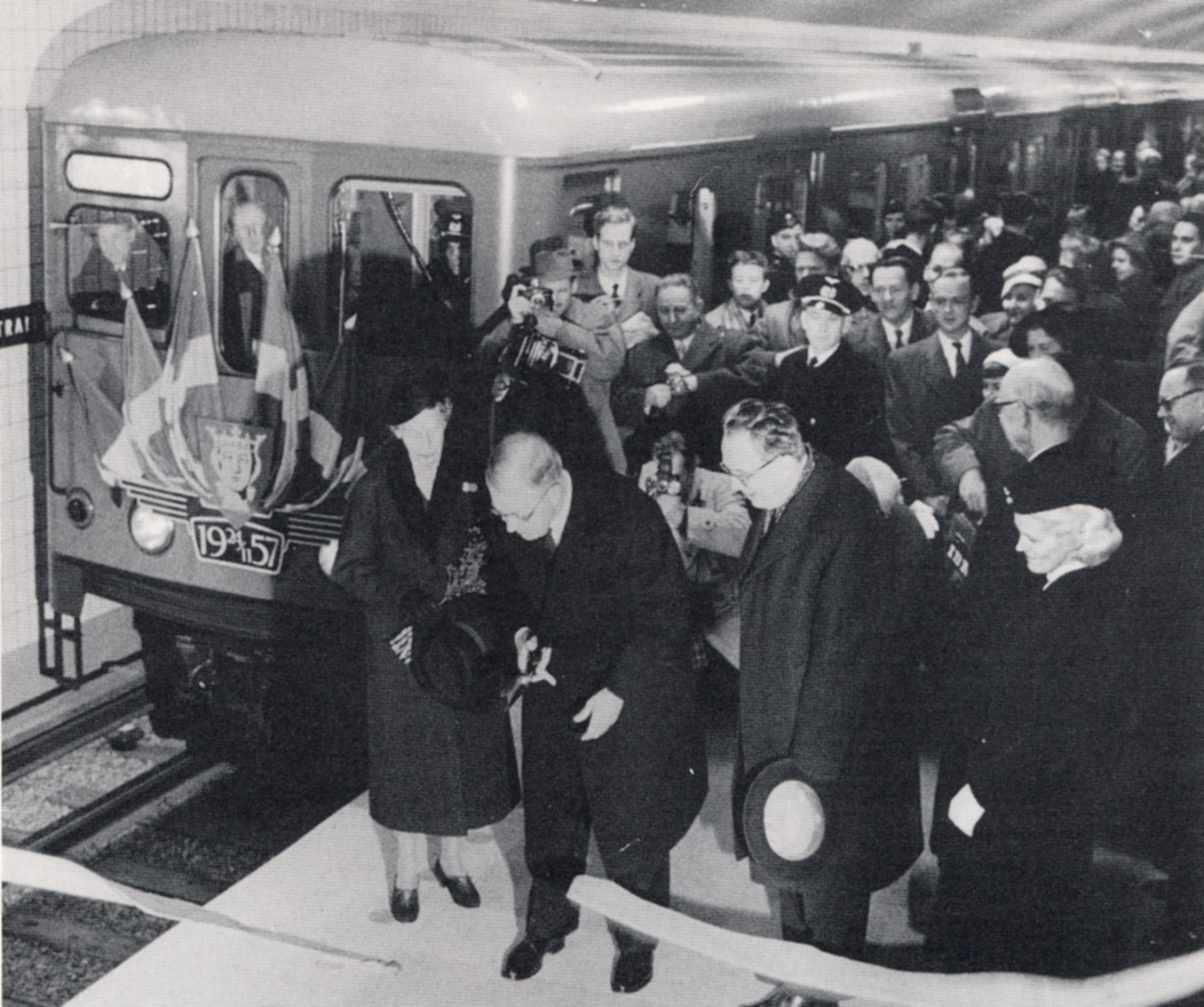
Invigning av T-Centralen i Stockholm av kung Gustaf VI Adolf medan drottning Louise och borgarrådet Helge Berglund ser på, 24 november 1957.
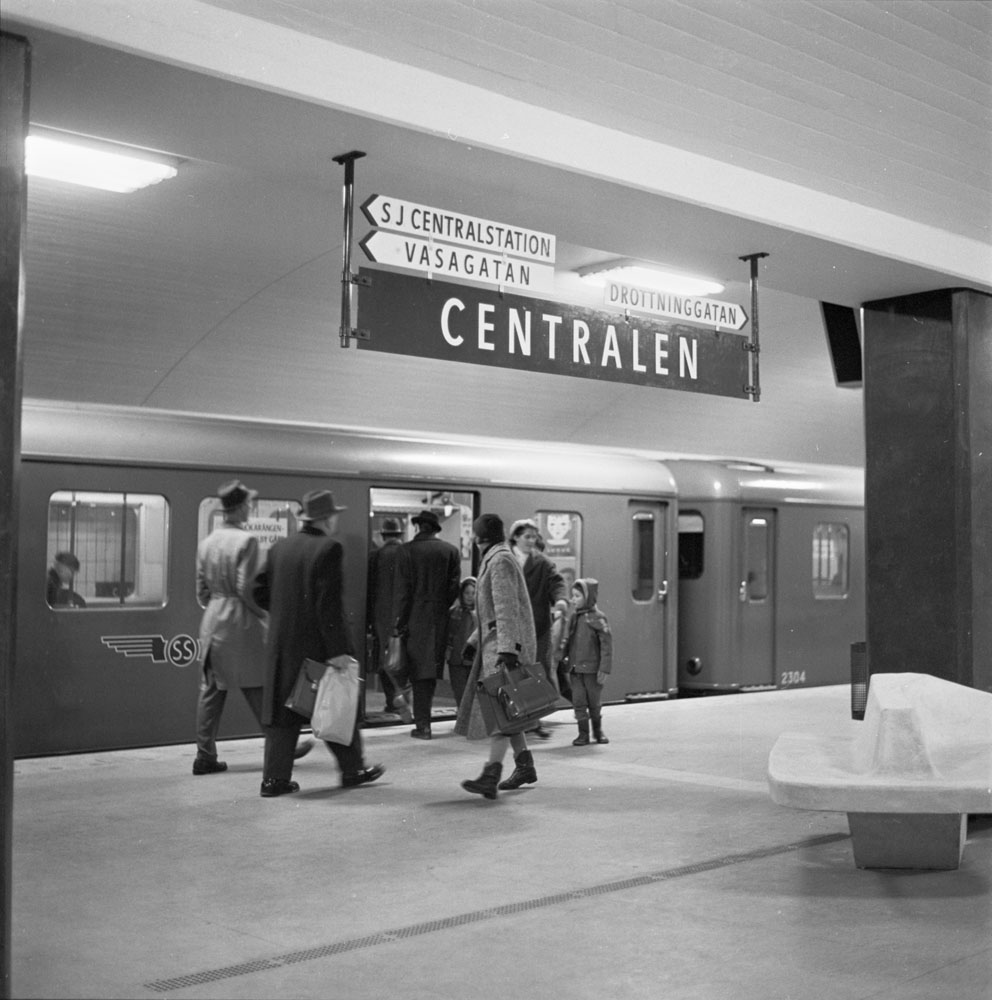
Skylt med namnet Centralen innan namnbytet som senare skedde 1958 till T-Centralen.
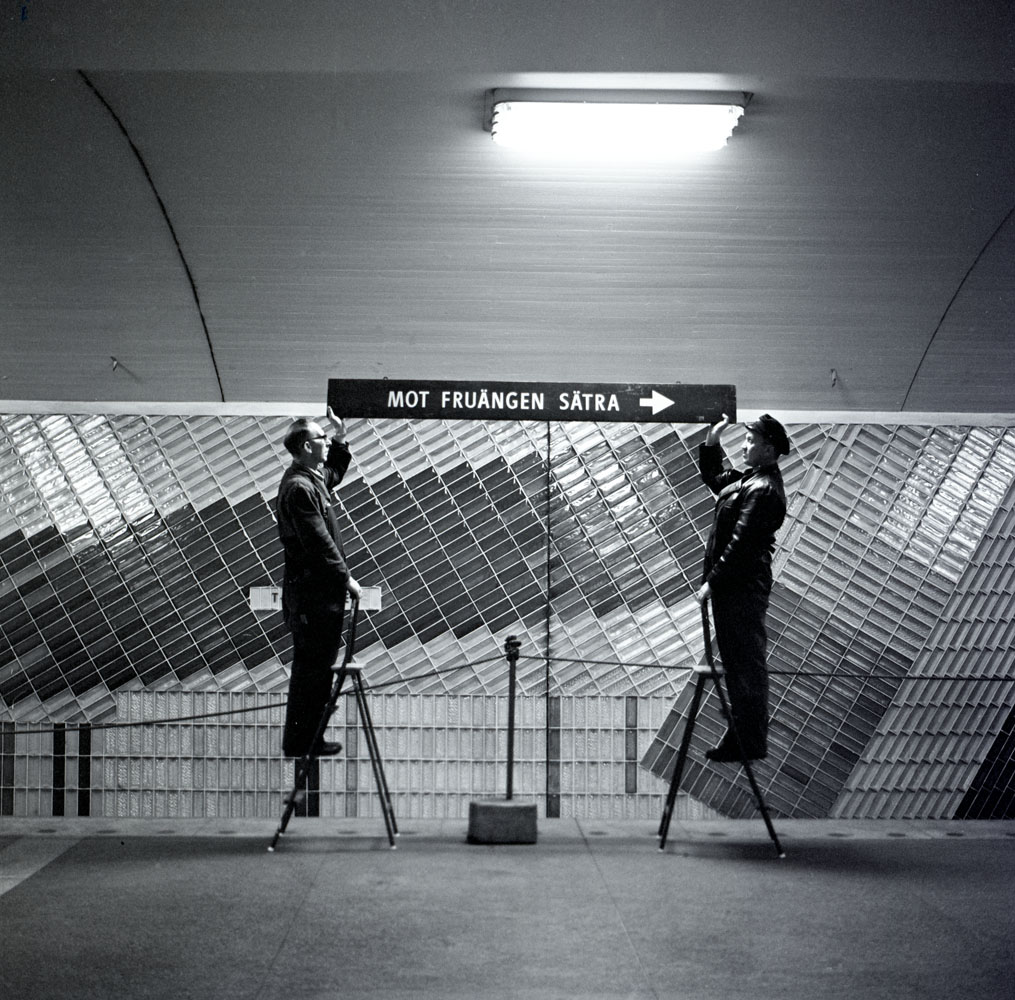
En ny skylt sätts upp inför öppnandet av Röda linjen.

## Stationen
Stationen öppnade 24 november 1957 för nuvarande Gröna linjen i samband med att sammanbindningsbanan mellan Slussen och Hötorget togs i bruk. Stationen ligger under Klara kyrka och varuhuset Åhléns City. Stationen för den gröna och röda linjen och anslutande banor byggdes genom att gräva ett stort dike genom centrala Stockholm och sedan täcka över med betongtak. Sträckan under Klara kyrka är dock en sprängd tunnel.
Arkitekt var Gunnar Lené. 5 april 1964 öppnade Röda linjen vars plattformar redan var byggda 1957. Blå linjens station byggdes helt som en sprängd tunnel ett antal år senare.
Stationen har plattformar i tre olika plan. De övre två planen ligger 8,5 respektive 14 meter under marken och trafikeras av gröna och röda linjerna. Det övre planet trafikeras av norrgående tåg på gröna linjen och södergående tåg på röda linjen, och tvärtom på planet under. Denna lösning gör det möjligt att byta mellan grön och röd linje i motsatta riktningar rakt över plattform utan att man behöver gå i några trappor. Den som vill byta mellan röd och grön linje i samma riktning gör det lämpligare på Slussens och Gamla stans tunnelbanestationer då dessa har separata plattformar för norrgående respektive södergående tåg.
Nedre planet ligger 26–32 meter under jorden och trafikeras av blå linjen. Denna del togs i bruk 31 augusti 1975 i samband med att den blå linjen invigdes, och förbinds med de övriga plattformarna genom rulltrappor, hissar och en drygt 100 meter lång gångtunnel med rullband, kallad Blå gången.

## Stockholm City
När pendeltågstunneln under Stockholm, Citybanan, blev klar 2017 tillkom ytterligare en nivå under de tre befintliga. Den används av alla pendeltåg. Denna fjärde nivå räknas inte som en del av T-Centralen, utan benämns Stockholm City, även om samma ingångar används.

## Spårväg City

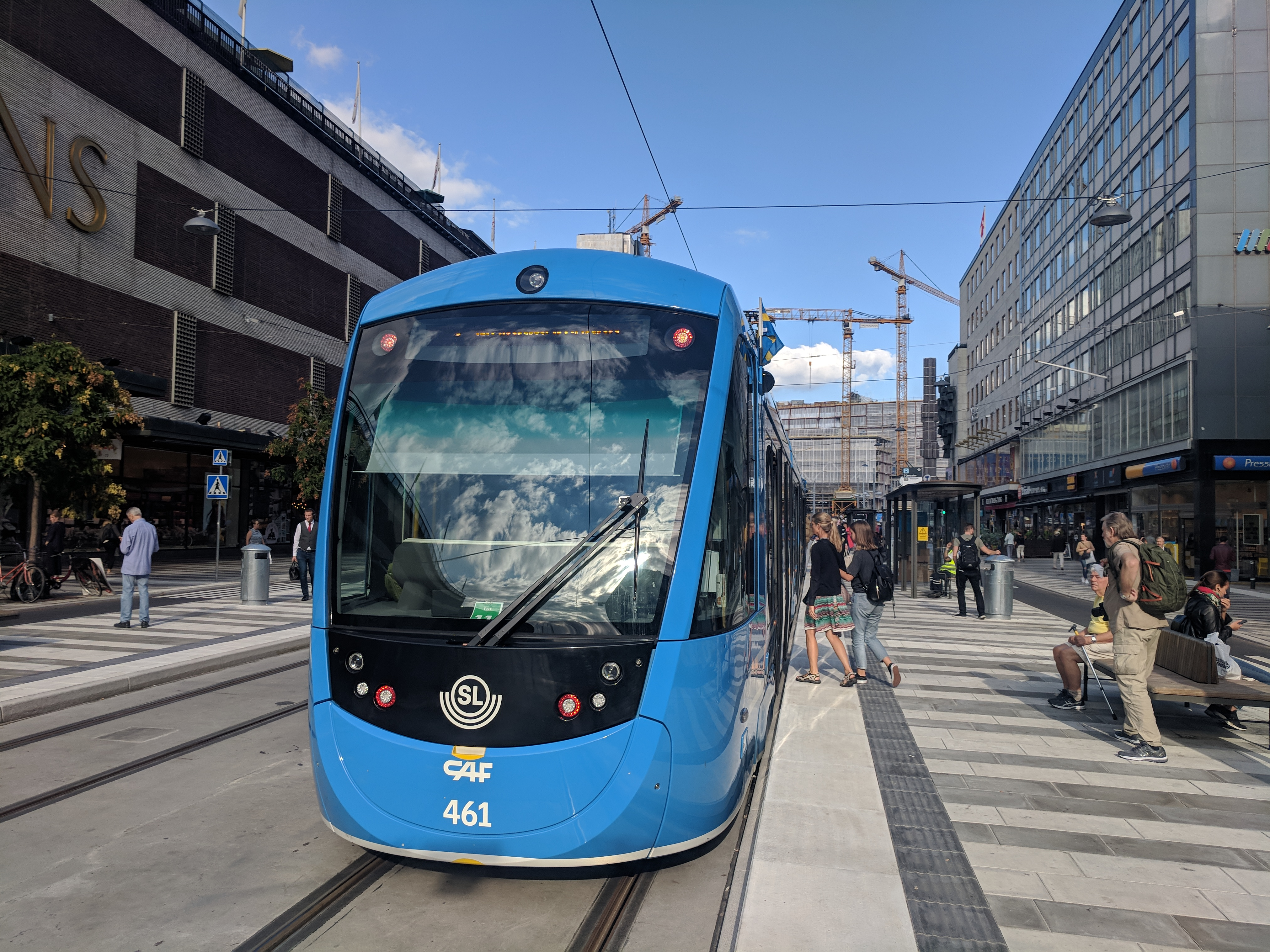
Hållplats för Spårväg City

Spårväg City har sedan den 3 september 2018 sin ändhållplats T-Centralen på Klarabergsgatan mellan Drottninggatan och Klara Norra Kyrkogata.

## Konstnärlig utsmyckning
Den konstnärliga utsmyckningen har gjorts av flera konstnärer. T-Centralen och Hammarbyhöjdens tunnelbanestation är de enda stationerna på gröna linjen vars utsmyckningarna invigdes i samband med själva stationsinvigningen.

### Biljetthallen vid Vasagatan
- Väggdekor, "Tur och retur" av Jörgen Fogelquist, från 1957, 1962 och 1995.

### Övre planet
- Soffor i stengöt av Egon Möller-Nielsen, 1957.
- 145 meter lång keramisk väggdekor, "Klaravagnen", av Anders Österlin och  Signe Persson-Melin, 1957.
- Relief på svart pelare, "Linje", av Berndt Helleberg, 1957.
- Ristningar på pelare, "Kvinnopelaren" av Siri Derkert 1957.
- Sten och glasmosaik på stenpelare, "Det Klara som trots allt inte försvinner", Vera Nilsson, 1957.
- Väggdekor med glasprismor av Erland Melanton och Bengt Edenfalk, 1958.

### Mellanplanet
- Mönster i högbränt tegel av Oscar Brandtberg, 1957.
- Små reliefplattor på pelare av Torsten Treutiger, 1957.

Dessutom fanns fram till 1997 en grind i konstsmide i gången mot Klara kyrka av Britt-Louise Sundell från 1964. Grinden flyttades till Hammarbydepån.

### Nedre planet
- Blå bladrankor och blommor och silhuetter av byggnadsarbetare av Per Olov Ultvedt.
- Vid gångtunneln med rullbandet har olika konstnärer gjort målningar som byts ut emellanåt, bland annat av Ola Billgren, Jan Håfström, Olle Kåks, och Ulla Wiggen.
- Carl Fredrik Reuterswärd, "Take the A-train", 1984.
- Mellan hösten 2011 och sommaren 2017 satt längs väggarna vid rullbandet i blå gången information kring Citybanan samt ett bildcollage med ett stort antal fotografier över T-centralen med dess omgivningar under hela perioden från dåtid (50-tal) till nutid. Efter Citybanans invigning hösten 2017 återställdes blå gången med den tidigare emalj-utsmyckningen "Take the A-train".

## Biljetthallar
T-Centralen har tre biljetthallar. 
Den norra är belägen vid Sergels torg, med entré från torget, från Drottninggatan omedelbart norr och söder om Klarabergsgatan samt från Åhléns Citys undre plan. Från den norra biljetthallen finns nedgångar till alla tre tunnelbanelinjerna. Biljetthallen byggdes om helt 2005-2006 och har fått nya ingångar. 
Den södra är belägen i förbindelsen mellan tunnelbanestationen och Stockholms centralstation. Gångtunneln till Centralstationen öppnades den 1 december 1958. Ingång finns även från Vasagatan 20. Från denna biljetthall når man gröna och röda linjens plattformar, och via dessa också blå linjen.
Den tredje biljetthallen ("krysset") är belägen under Vasagatan med två nedgångar från gatuplanet. Den har endast direkt förbindelse med blå linjens plattformar.
Ett system av rulltrappor, rullband och hissar förbinder stationens olika nivåer.

## Galleri

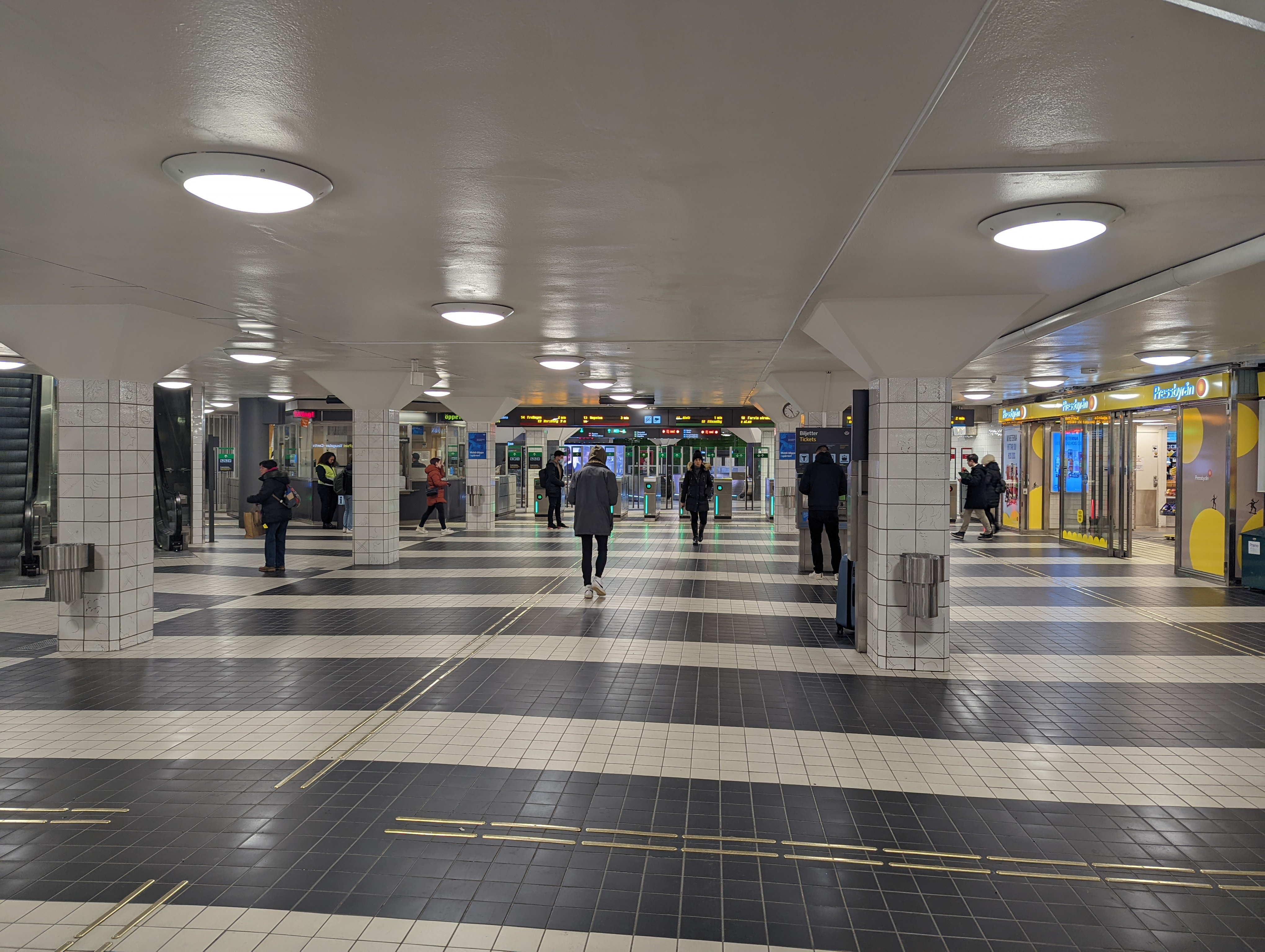
Entré Centralstationen
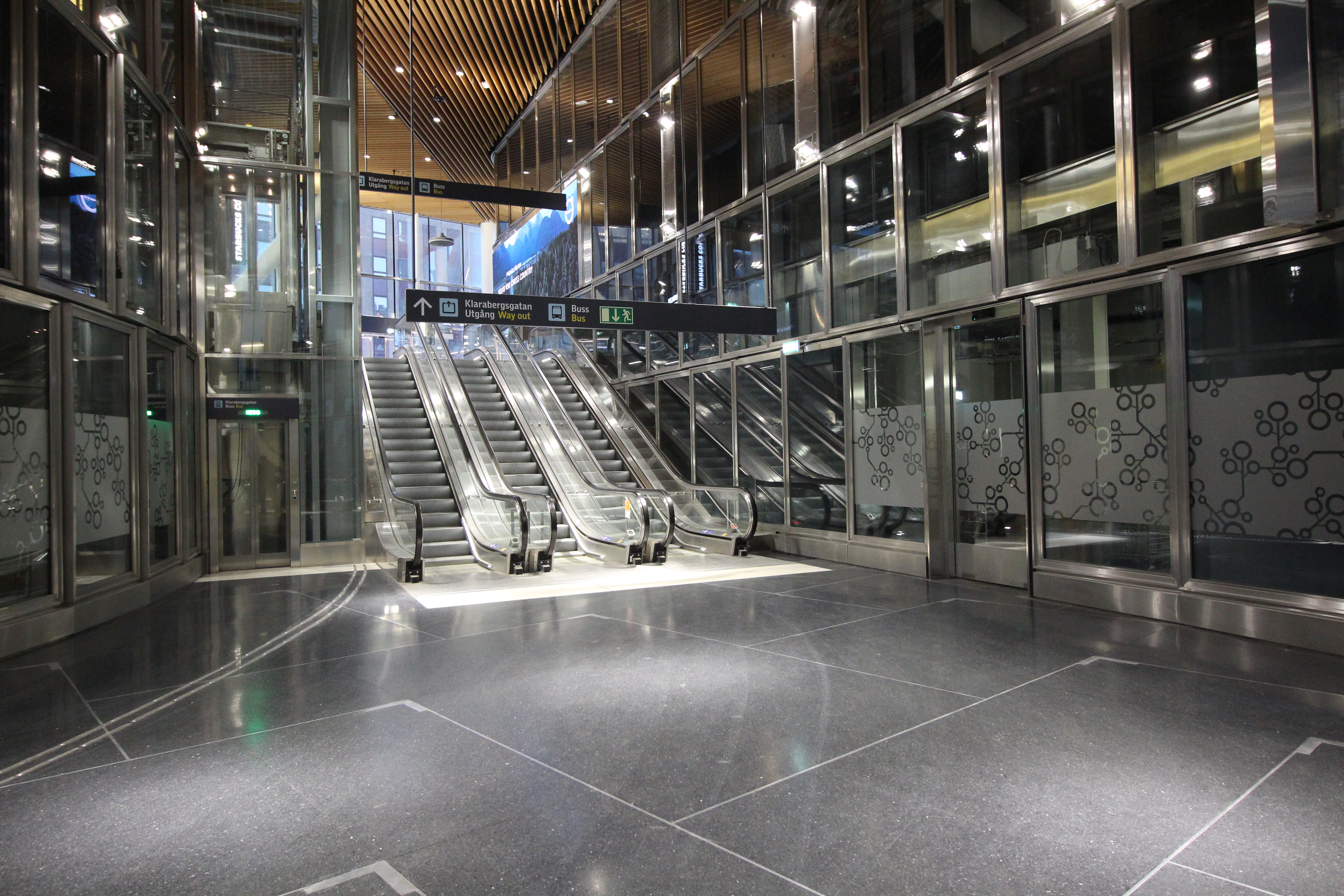
Utgång till Klarabergsgatan
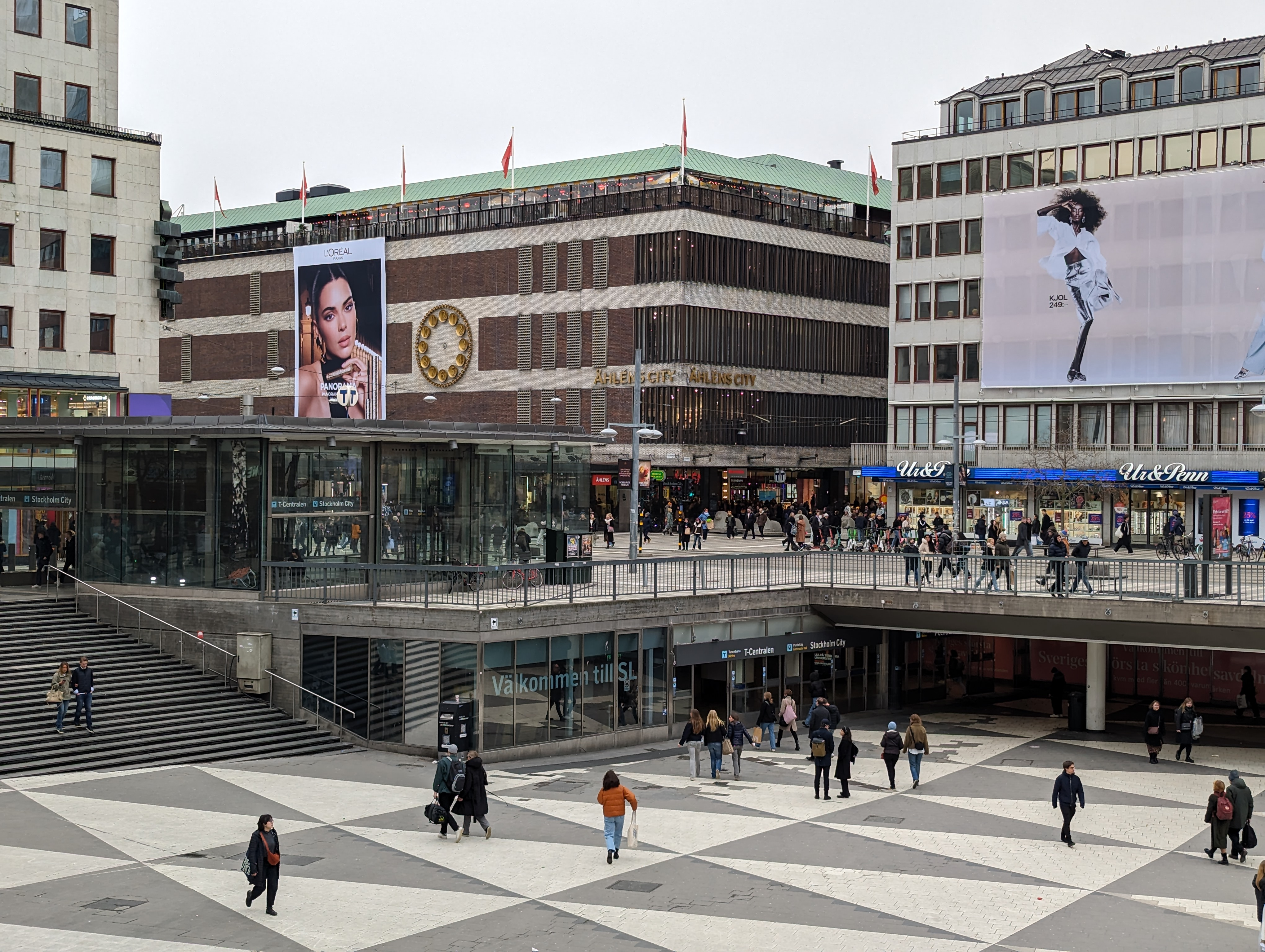
Entré Sergels Torg
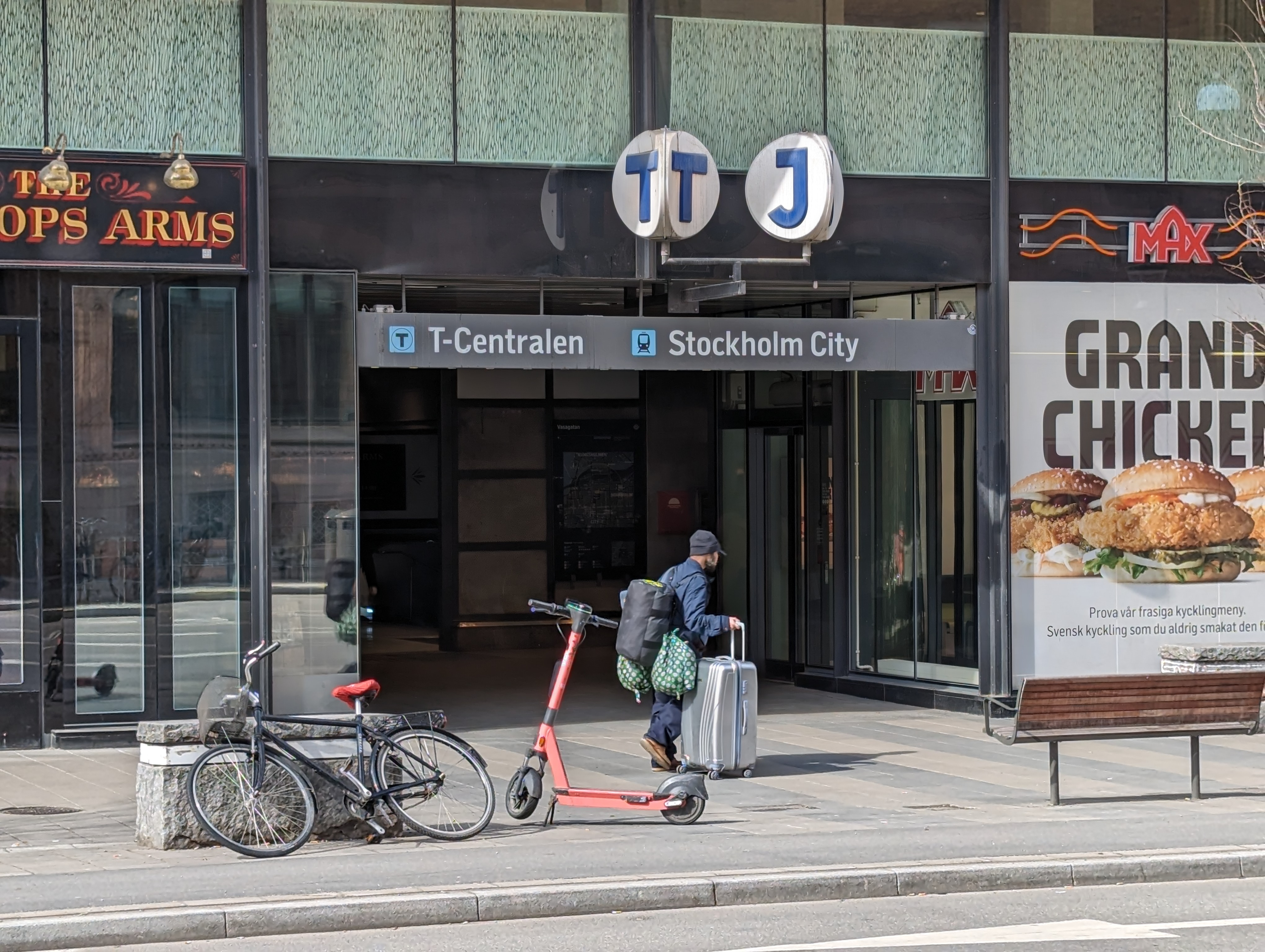
Entré Vasagatan
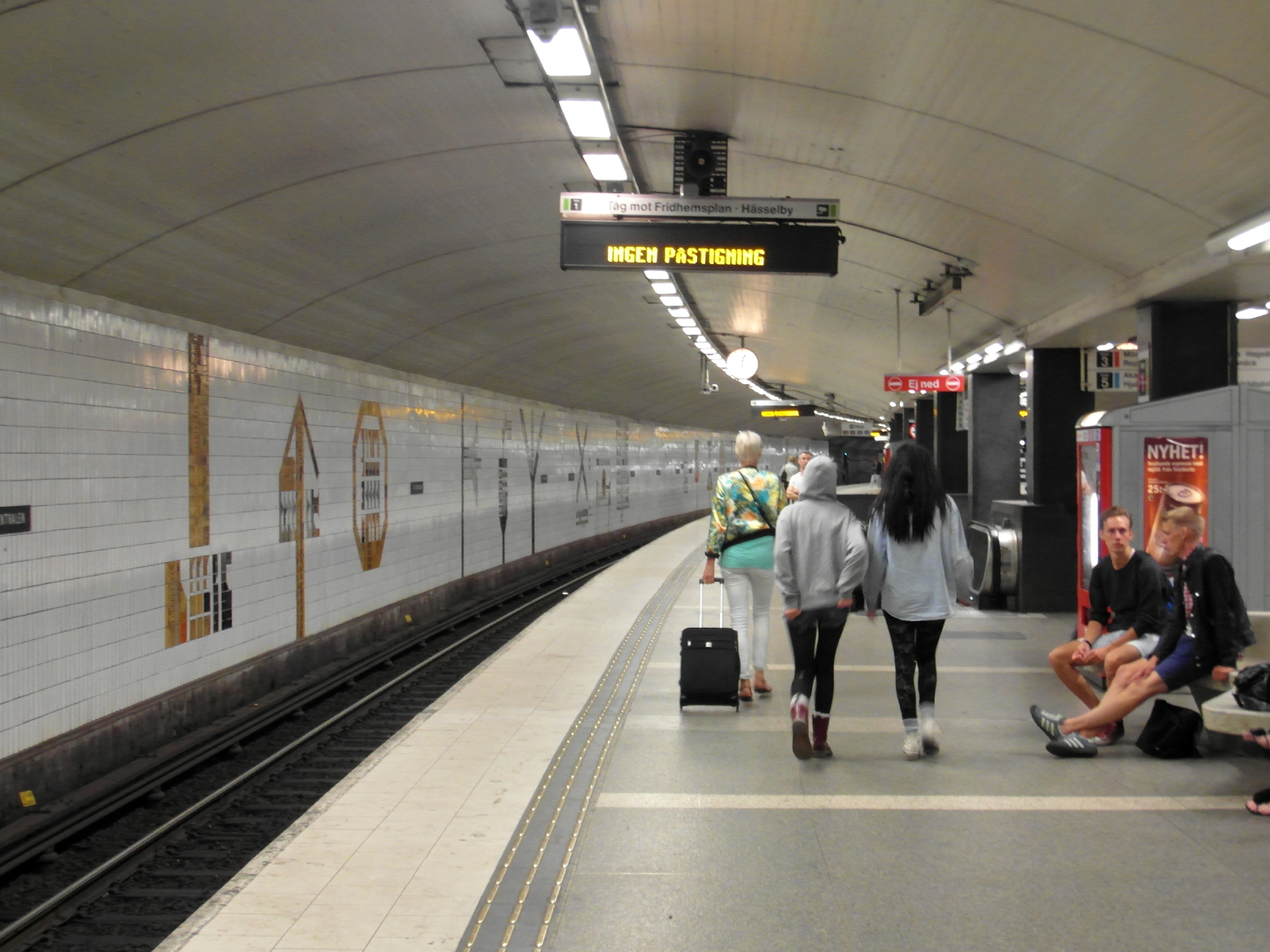
Gröna linjen spår 1 övre plan
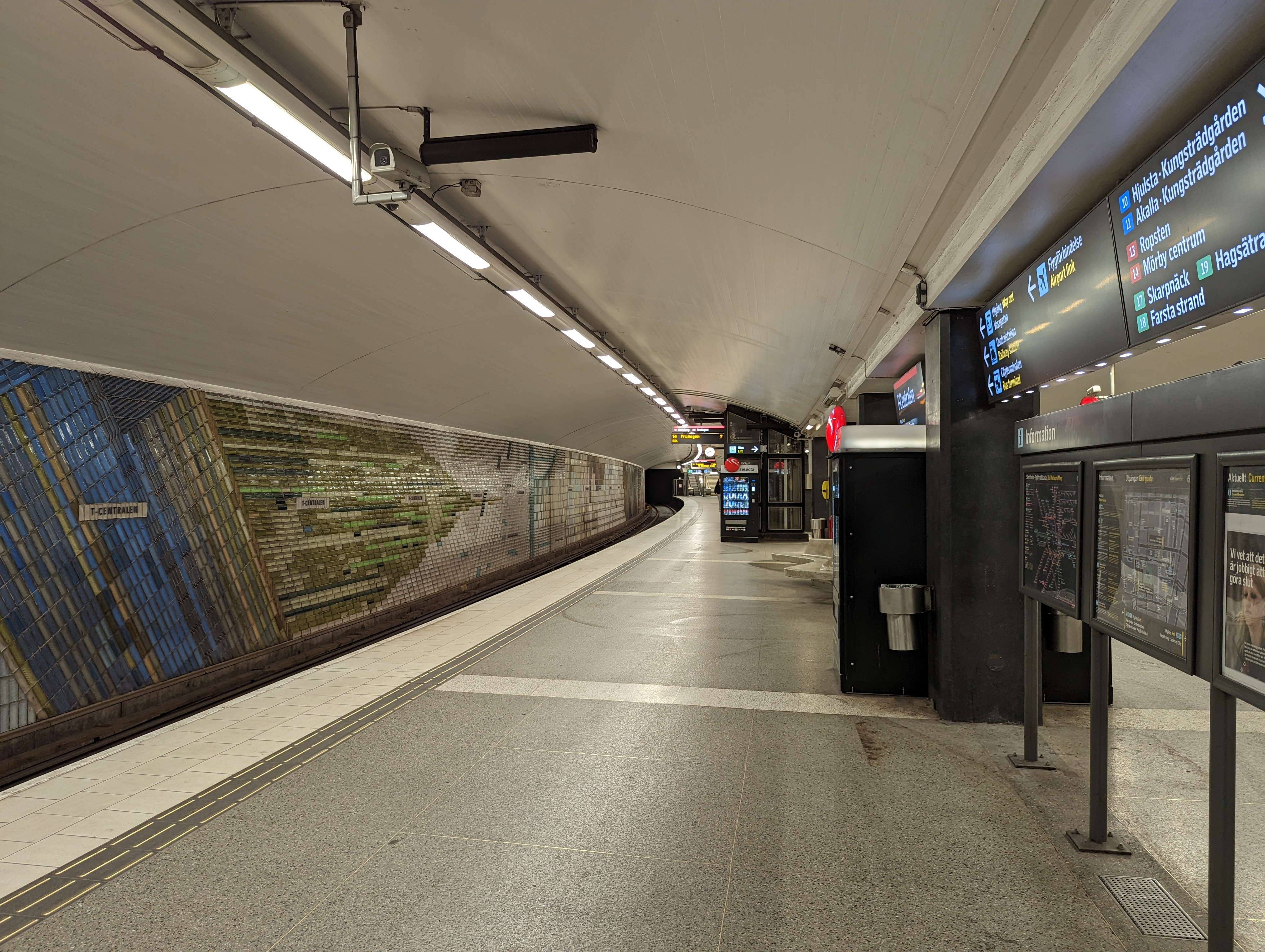
Röda linjen spår 2 övre plan  med väggdekor, "Klaravagnen", av Anders Österlin och Signe Persson-Melin
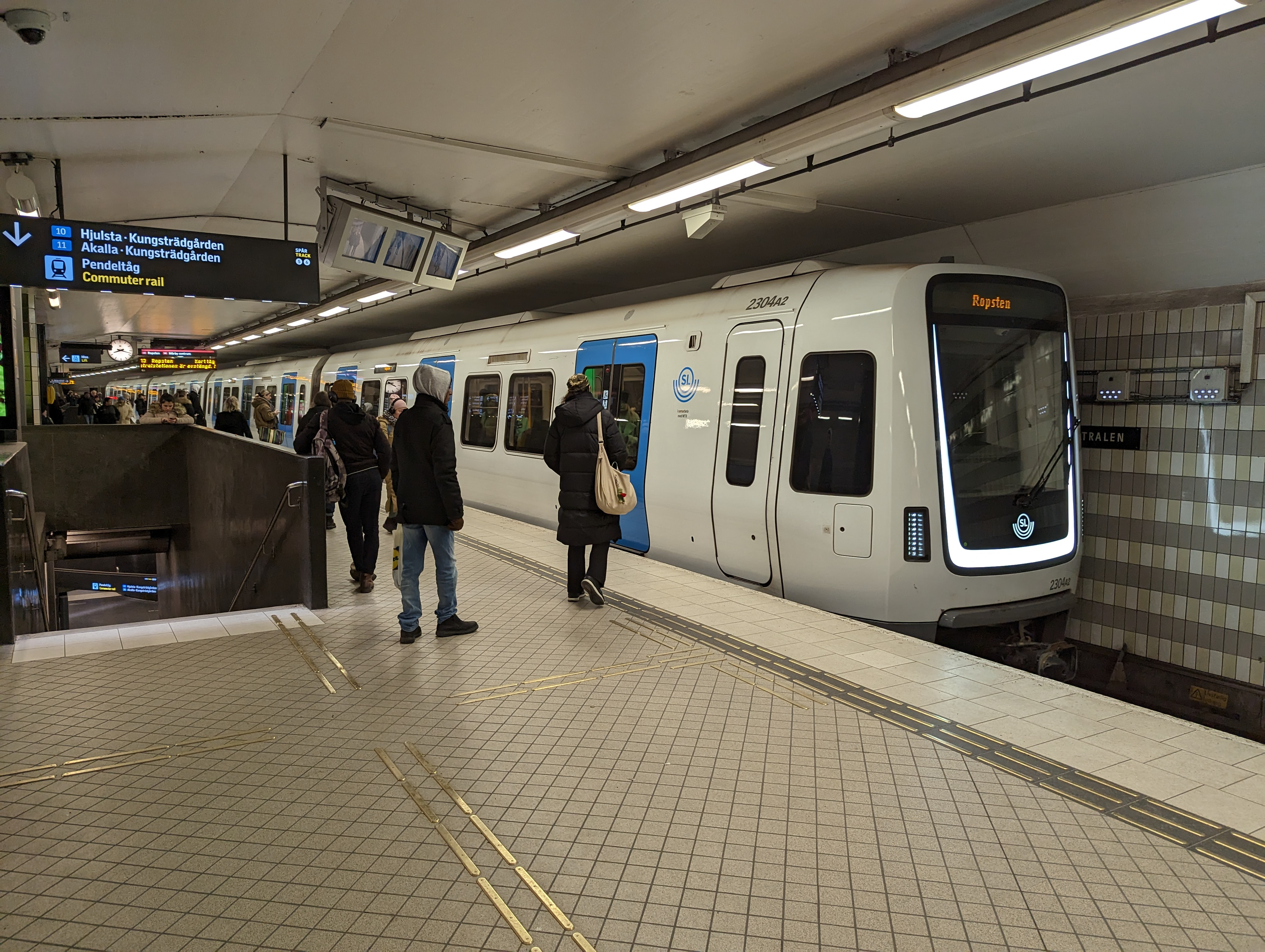
Röda linjen spår 3 mellanplan
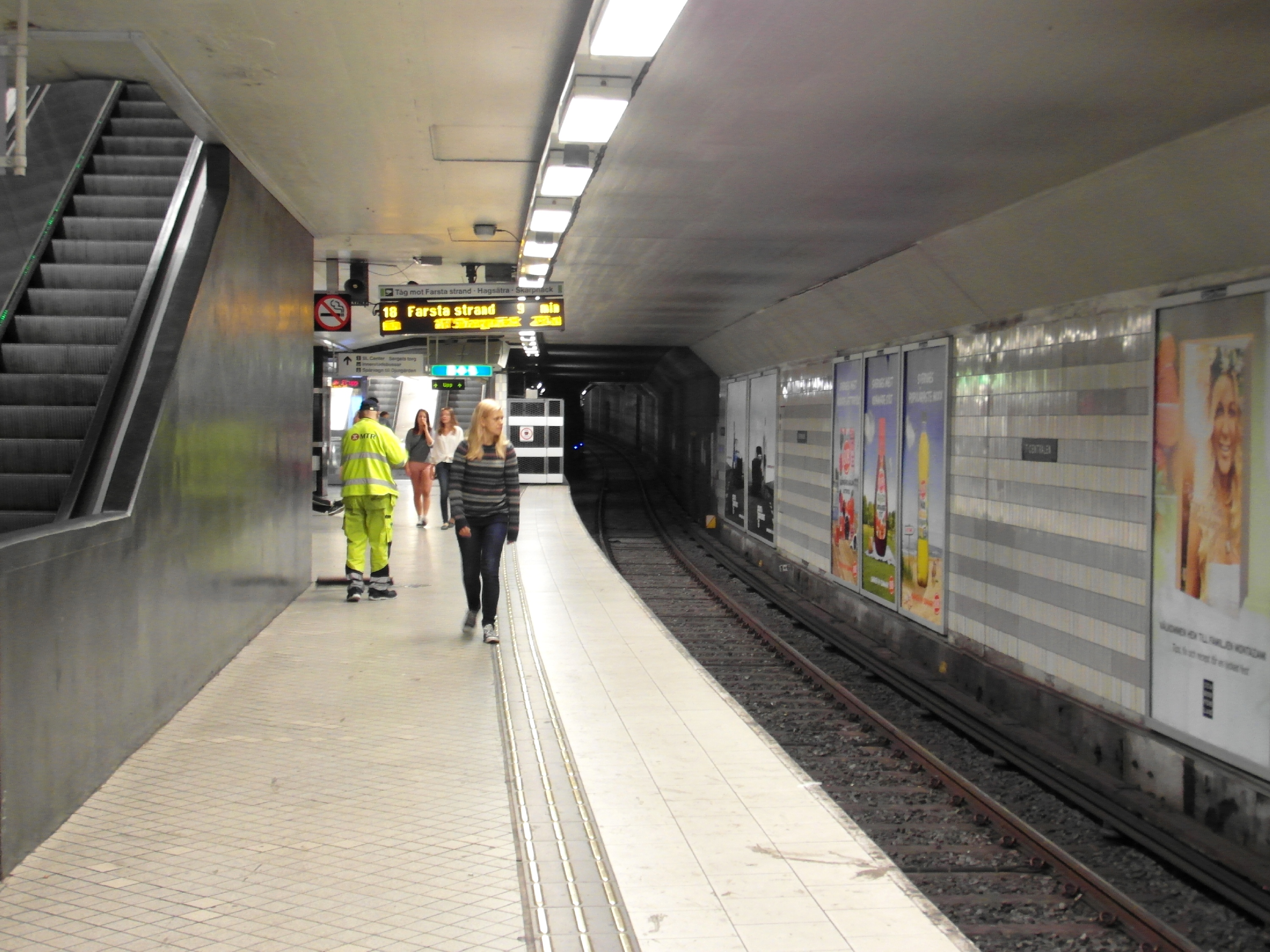
Gröna linjen spår 4 mellanplan
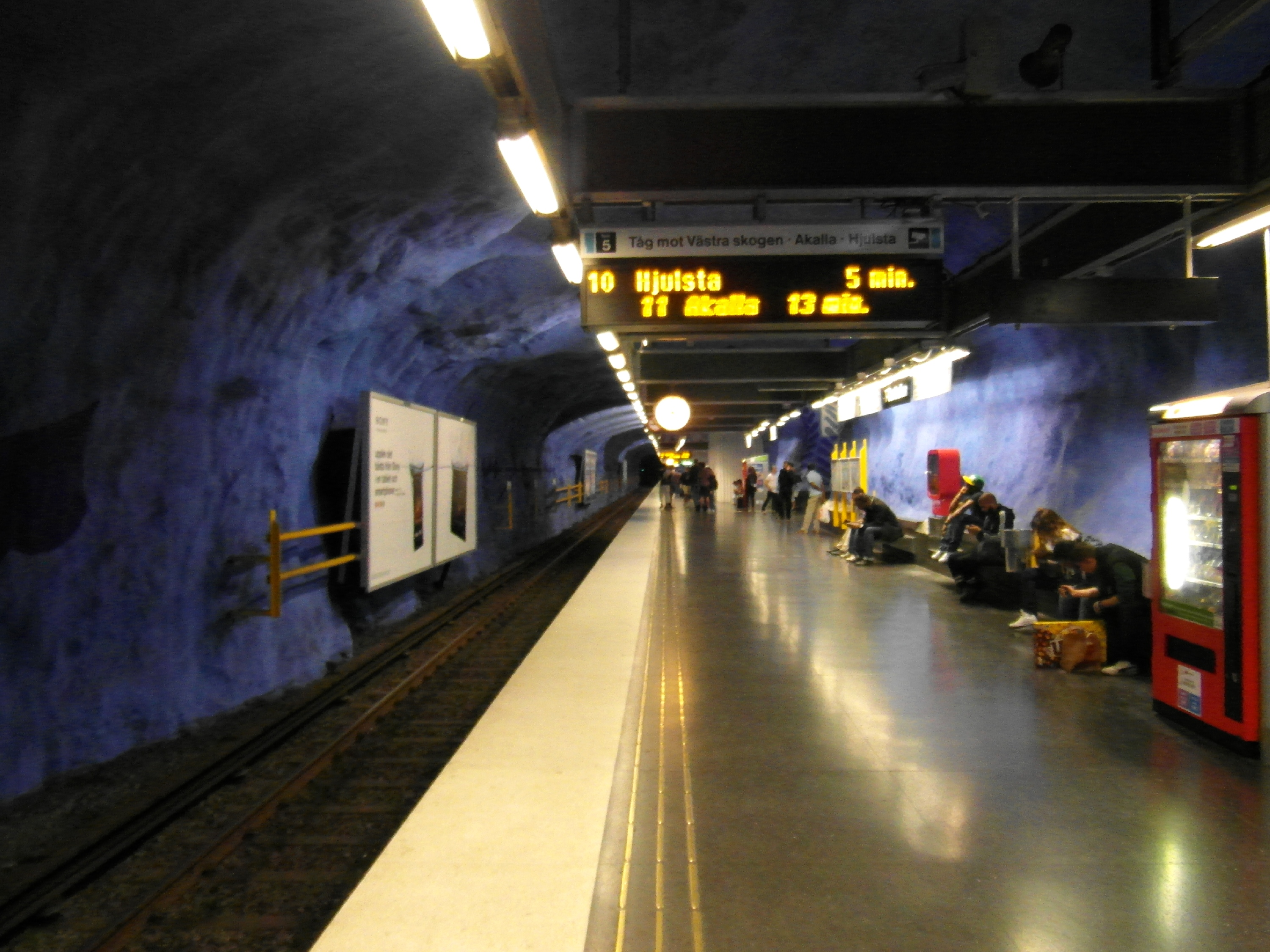
Blå linjen spår 5 nedre plan
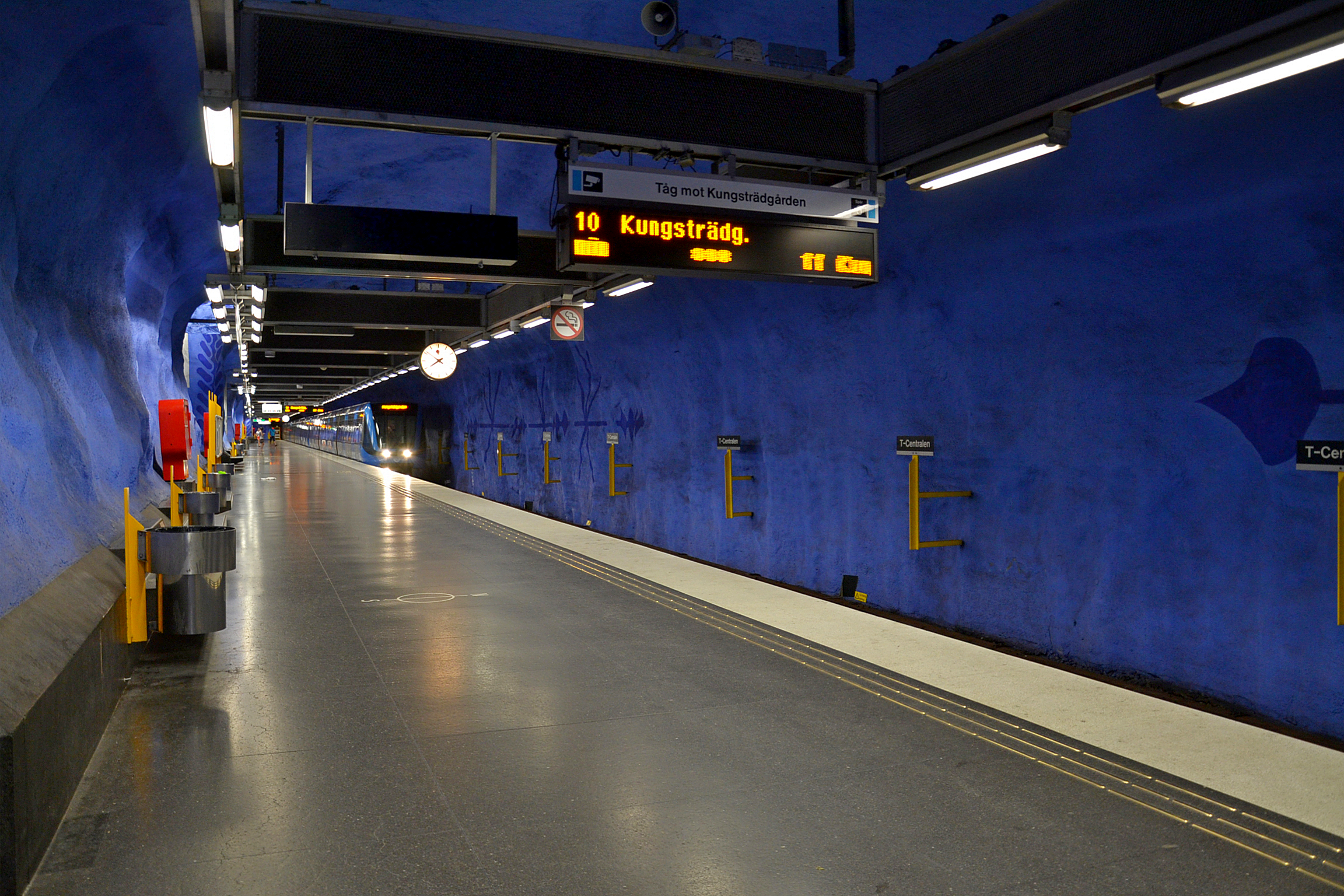
Blå linjen spår 6 nedre plan
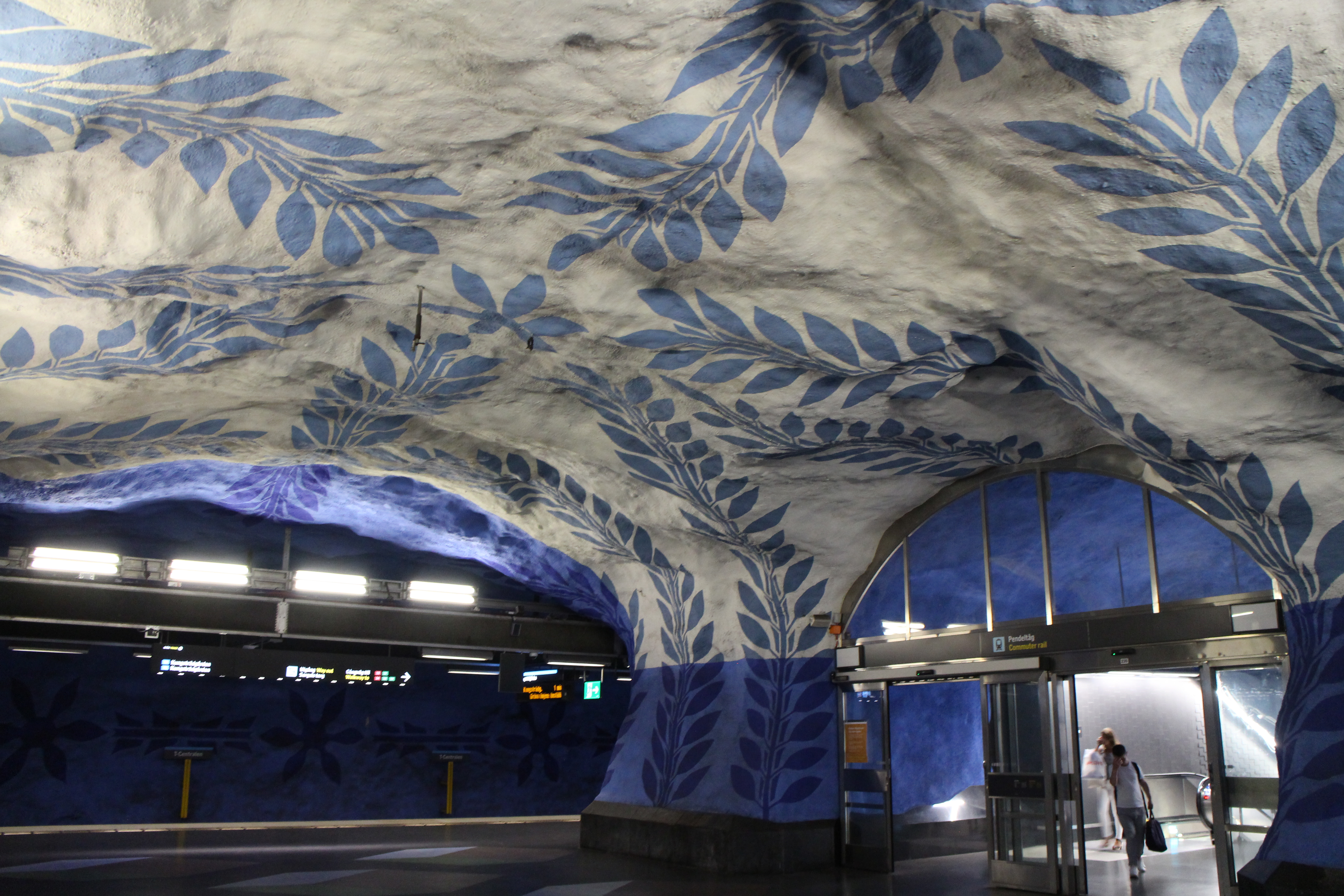
Blå linjen konstverk
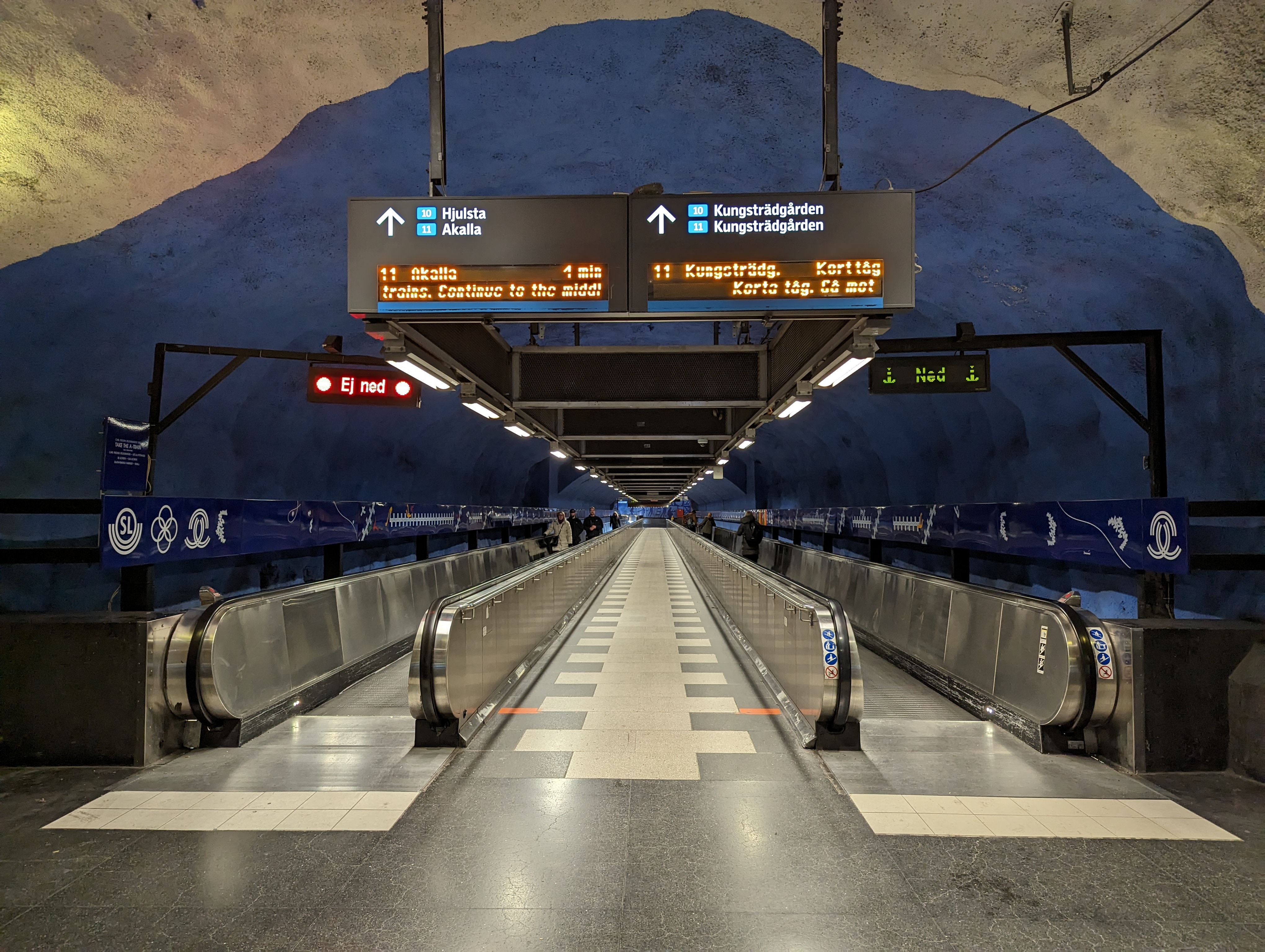
Blå gången mellan Grön och Röd linje samt Blå linje